# Blohm & Voss BV 246

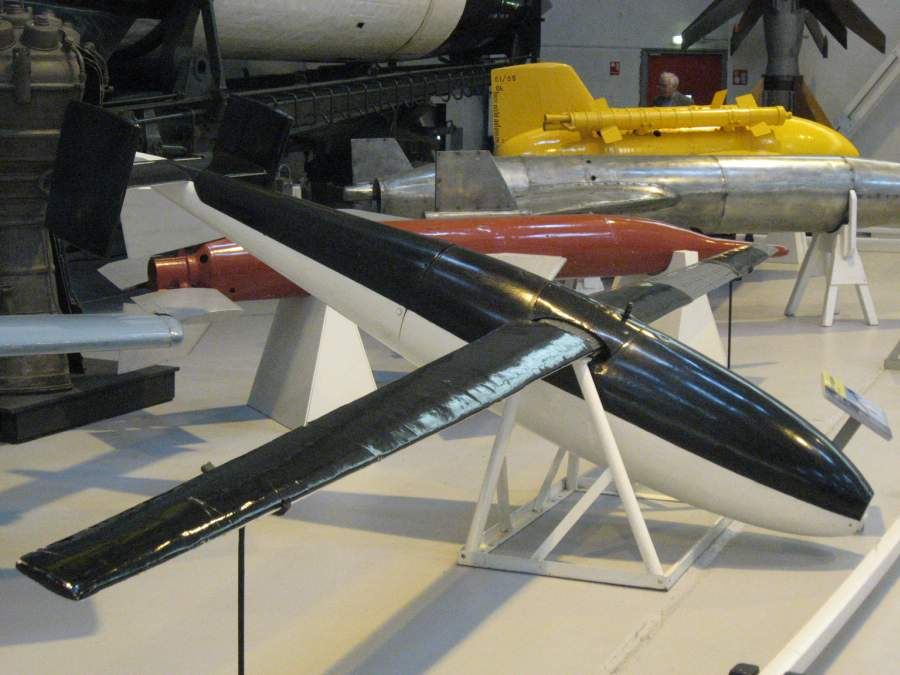
Blohm & Voss BV 246

Die von Blohm & Voss entwickelte BV 246 (Spitzname Hagelkorn) war eine fernlenkbare Gleitbombe im Zweiten Weltkrieg, die von Kampfflugzeugen aus auf Punktziele (Brücken, Schiffe etc.) abgeworfen werden konnte. Die Konstruktion der BV 246 war sehr einfach gehalten, um eine Massenfertigung zu erleichtern.
Sie hatte eine einfache Aerodynamik und Tragflächen großer Streckung für einen Gleitwinkel von 1:25. Das Leitwerk war zunächst kreuzförmig, in späteren Versionen H-förmig. Bei einem Abwurf aus einer Höhe von 10.500 m konnte eine Reichweite von 210 km erreicht werden. Die Gesamtmasse betrug 730 kg, davon 435 kg Sprengstoff.
Das Reichsluftfahrtministerium vergab zuerst die Bezeichnung BV 226, zur Serienfertigung dann BV 246. Versuchsträger waren die Heinkel He 111 und die Focke-Wulf Fw 190 F-8.